# Piranga érythrocéphale
Piranga erythrocephala
Espèce
Statut de conservation UICN

 LC  : Préoccupation mineure
Le Piranga érythrocéphale (Piranga erythrocephala), anciennement Tangara érythrocéphale, est une espèce de passereaux de la famille des Cardinalidae qui était auparavant placée dans la famille des Thraupidae.

## Répartition
Il est endémique du Mexique (Sierra Madre occidentale, del Sur, de Oaxaca).

## Habitat
Il vit dans les montagnes humides subtropicales ou tropicales.